# Totalcar
A Totalcar 2000. július 20. óta óta működő autós internetes lap. A honlap elsősorban új és használt autók ismertetésével foglalkozik, emellett autóipari és közlekedési témákat dolgoz fel. Kapcsolódó kiadványai közt találni motoros oldalt, használtautó-adatbázist, egy podcastet, különféle blogokat. Régebben szoros személyi kapcsolat fűzte egy azonos néven futó televízióműsorhoz.

## Nevének eredete
Az indulást megelőző egyeztetések alatt az „Auto1.hu” nevet szánták az oldalnak, ezt azonban lefoglalta egy domainbróker cég, így új névötletre volt szükség. Kulcsár Attila első cégvezető választotta végül a Totalcar nevet. Ezt eredetileg egy mára megszűnt budapesti szórakozóhely viselte, amely az 1990-es években több helyet megjárt, mielőtt végleg bezárt volna.

## Története
A Totalcar az első magyar online autós honlapok között indult 2000 júliusában. A lap alapítása az Index.hu Rt. és a Fornax Rt. együttműködésével jött létre, előbbi részéről Uj Péter főszerkesztő, utóbbitól Balásy Bulcsú koordinálta az indulást. Az Index.hu autós mellékletének szánt oldallal kapcsolatos egyeztetések februárban indultak, ekkor kezdett formálódni a szerkesztőség, a felépítés és a névválasztás. „Az ő ötlete volt ez az autós nyomulás, én fáztam tőle, mert autós újságírás címén addig még csak minősíthetetlen péercikkeket láttam. De Bulcsú kitartott amellett, hogy lehet itthon is szórakoztató, kemény, kritikus autós lapot csinálni.” – emlékezett vissza később az indulásra Uj Péter, aki a Magyar Narancstól átcsábított Winkler Róbertet javasolta főszerkesztőnek.
2020 márciusában a kiadó céget tulajdonló IndaMedia csoport 50%-át megvásárolta Vaszily Miklós, a NER egyik médiaügyi végrehajtó szakembere. Miután 2020. július 24-én a cégcsoporthoz tartozó Index.hu teljes szerkesztősége felmondott, a Totalcar szerkesztősége is válaszút elé került, de ők nem álltak fel az asztaltól. Hamarosan azonban mégis sok autós újságíró távozott, köztük az alapító főszerkesztő Winkler Róbert 2020 novemberében, Csikós Zsolt 2020 decemberében, Zách Dániel tartalomfejlesztési vezető 2021 júniusában, Papp Tibor korábbi főszerkesztő 2022 júliusában, majd Bolla György 2022-ben, Sturcz Antal 2023-ban és Bazsó Gábor 2025-ben.

### Főszerkesztők
- 2000. július–2013. február: Winkler Róbert
- 2013. március–2021. április: Papp Tibor[10]
- 2021. május–2022. augusztus: Zomborácz Iván[11]
- 2022. szeptember–2022. december: Bittó Ákos[12]
- 2024. január– : Molnár Barbara

## Rovatai

### Magazin
A Totalcar tartalmának java két részre osztható: járműtesztekre és magazincikkekre. A Magazin rovat további rovatokra oszlik:
- Közélet: "A Totalcar nem csak újság, de nyitott közösség is. A lap közéleti szerepvállalását oknyomozó-tényfeltáró cikkekkel valósítja meg, problémákat vet fel és közreműködik azok megoldásában. Riportjai közérthető, de olvasmányos formában mutatják be a közlekedő ember életének velejáróit.
- Technika: "A Totalcar technikai, háttéripari rovata."
- Hírek: " A Hírek rovat napi 4-6 hírrel frissül, ezzel az anyagok számát tekintve a Totalcar legtermékenyebb rovata.
- Hidegindító: A Totalcar kora reggeli hírgyűjteménye.
- Bólogató kutya: "A Hírek rovatból nőtte ki magát. Itt jelennek meg a könnyed, szórakoztató rövid tartalmak, melyek nem ritkán egy friss vírusvideóra, közlekedési abszurdra reagálnak.
- Gumikacsa: "A Totalcar kishaszonjárműves, egyben buszos és kamionos rovata.
- Vélemény: "A két szubjektív rovat egyike, itt jelennek meg a szerkesztőség véleménycikkei.
- Szerelem: "A beszédes cím egy szubjektív rovatot takar, ahol a szerzők elfogultan írhatnak rajongott autójukról.

### Égéstér
Az Égéstér a Totalcar heti rendszerességgel jelentkező podcastje. A 2012 februárja óta működő műsor 60-70 perces adásokban reflektál az újság által érintett témákra a szerkesztőség tagjaival, alkalmanként meghívott szakértőkkel. Az Égéstérben nem ritkán a szerkesztők szubjektív véleménye ütközik, a műsor teret ad belterjes, autózást vagy közlekedést nem érintő témáknak is. Különösen a külföldön élő magyarok között népszerű a rádióműsorra emlékeztető formátum, hetente 15-25 ezren töltik le.

### Tanácsok
2000. szeptember 1-jén indult a Tanácsok rovat az Autódoktorral. A távsegítség-szolgáltatásban kezdettől szakértők válaszolnak az olvasók által írt kérdésekre; a kérdések és a válaszok aztán nyilvánosan megjelennek a honlapon. A rovat hamar tematikus alrovatokra, úgynevezett doktorokra bomlott. Még 2000-ben létrejött a Biztosításdoktor, ezt az Autójogász, majd a Nepperűző követte. 2003-ban a Totálvámmal és a Gumidoktorral, 2006-ban az Olajdoktorral, 2008-ban a Biztosításdoktorral, 2010-ben a Kütyüdoktorral, 2013-ban pedig az LPG-doktorral bővült.
A különböző tanácsok sorában jelenleg kiemelt szereppel bír a Nepperűző. A cím egy használtautó-vásárlási tanácsadót takar, amelyben Kroneraff István autókereskedő válaszol az olvasók kérdéseire Becsületesnepper néven.

### Tesztek

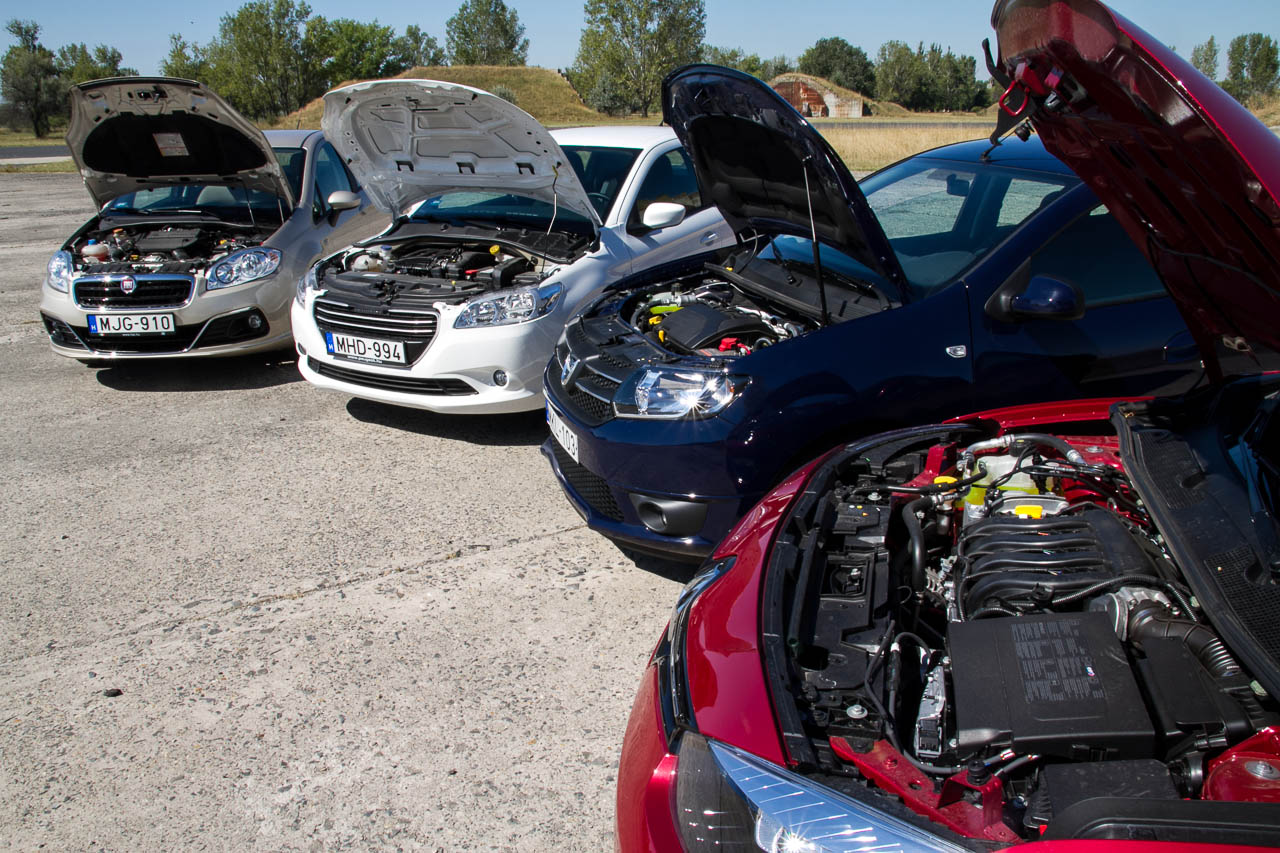
A Magyarország legolcsóbb családi autóit összehasonlító teszt résztvevői

Mint Magyarország meghatározó autós médiuma, a Totalcar rendszerint az első közt vehet részt a különféle autótípusok nemzetközi bemutatóin, amelyeken az újságírók rövid tesztvezetéseken ismerkedhetnek az új típusokkal. Az ilyen utakból íródnak az úgynevezett Bemutatók, amelyekből sokat megtudni az adott típusról, de az alapos ismertetők Tesztek előtaggal jelennek meg. Az új autók tesztje mellett az oldalon gyakran jelennek meg használt autók tesztjei is.
A Totalcar évi több alkalommal jelentet meg összehasonlító teszteket. Ezekben valamilyen kritérium (szegmens, motortípus, hajtás stb.) szerint azonos autókat mérnek össze egymással.

### RSVPTC
2008 márciusában indult el az olvasói leveleknek szánt rovat, amely az RSVPTC nevet kapta. A megnevezés a francia „Répondez s’il vous plait”, azaz a "Kérem, válaszoljon" kifejezésből és a Totalcar rövidítésekből áll. A rovat a szerkesztőknek címzett leveleket, és az arra adott válaszokat publikálja.

## Kiadványok
A Totalcarhoz több különféle online kiadvány köthető, amelyek bár többnyire más domain alatt futnak, az újság gondozásában készülnek, tartalmukat a szerkesztőség tagjai készítik vagy felügyelik. A Totalcar anyagai 2013 óta már angol nyelven is megjelennek, motoros melléklete, a Totalbike.hu közel egyidős az újsággal, heti rendszerességgel jelentkező podcastje van, mindemellett több saját blogot üzemeltet, és számos másikat segített címlapi megjelenéssel. Bár a Totalcar kezdete óta online újság, tizennégy éves fennállása alatt több nyomtatott kiadványt is megjelentetett.

### Belsőség
2006. január 5-én indult. A Belsőség kezdettől szubjektív stílusban kínál szórakoztató tartalmat. Nyelvezete szabad, jellemző rá továbbá a belterjesség. Rendszeresen jelennek meg rajta a szerkesztőség hétköznapjairól szóló posztok, ide íródnak beszámolók a Totalcar rendezvényeiről, valamint itt jelennek meg a szerzők járműflottáját bemutató írások is. Bő nyolc évvel az indulás után több mint ötezer blogposzt olvasható az archívumában.
Egyéb belsős, külsős blogok:
- Kisautó blog: "A Totalcar méretarányügyi kiadványa." A szerkesztőség tagjai által szerkesztett blog 2010 augusztusában indult.[16] Posztjai az egyszerű gyerekjátékoktól a versenyszintű RC-autózásig sokféle témát érintenek. A blogon rendszeresen jelennek meg játéktesztek, emellett a témában népszerű internetes videókra reagáló írások.
- Rallye Dream blog: Ralisporttal foglalkozó blog, amely indulása óta szoros kapcsolatot ápol a Totalcarral. A Rallye Dream jelenleg az egyik legolvasottabb ralitémájú magyar honlap, posztjai a hazai és külföldi bajnokságokról íródnak. A Rallye Dream testvérblogja a Racing Dream, amely az egyéb autósportokkal foglalkozik.
- Reklámarchívum blog: egy jelenleg inaktív blog, amely régi autós, motoros és kamionos reklámokat dolgozott fel. 2014 januárja óta nem frissült.
- Omnibusz blog: a magyar busziparral, valamint a magyar buszközlekedéssel foglalkozó blog. Posztjai rendszeresen megjelennek a Totalcar címlapján.

### Népítélet
A Népítélet a Totalcar belső mellékleteke, amelynek tartalma bárki számára szerkeszthető. 2005 márciusában indult Rácz Tamás felügyelete alatt. A folyamatosan bővülő kiadványba autótulajdonosok írhatják meg tapasztalataikat korábbi vagy aktuális autójukról. A leírás terjedelme és stílusa kötetlen, de vannak olyan kötött elemei, mint például a szerviztapasztalat, megbízhatóság, kényelem vagy fenntartási költség. Ezeket egy egytől ötig terjedő skálán értékelhetik aszerint, hogy autójukkal mennyire elégedettek az adott szempontból. Az így felhalmozott adatbázis jelenleg több mint ötvenezer értékelésből áll, hasznos információforrást nyújtva a használtautó-vásárlók számára.

### Totalbike
2001-ben kezdte meg működését a motoros kiadvány. Azóta több jelentős személyi változáson esett át, jelenlegi főszerkesztője Zomborácz Iván. A Totalbike a Totalcarral közel azonos dizájnnal készül, saját címlapja mellett tartalma megjelenik a Totalcaron, valamint az Index.hu-n. Önálló szerkesztősége nincs, tartalmának egy részét a Totalcar szerzői állítják elő, emellett több külsős motoros szakírót alkalmaz.

### Totalcar Magazine – Angol nyelvű kiadvány
2013 áprilisában indult a Totalcar angol nyelvű kiadványa, a Totalcar Magazine. Az oldal célja, hogy a magyar piacon bevált brandet nemzetközivé tegye. Napi egy, maximum két anyaggal frissül, leggyakrabban a Totalcar valamelyik korábbi anyagának fordításával. A TCM cikkei megjelennek az "5 perc angol" nevű nyomtatott havi magazinban is.

### Nyomtatott kiadványok

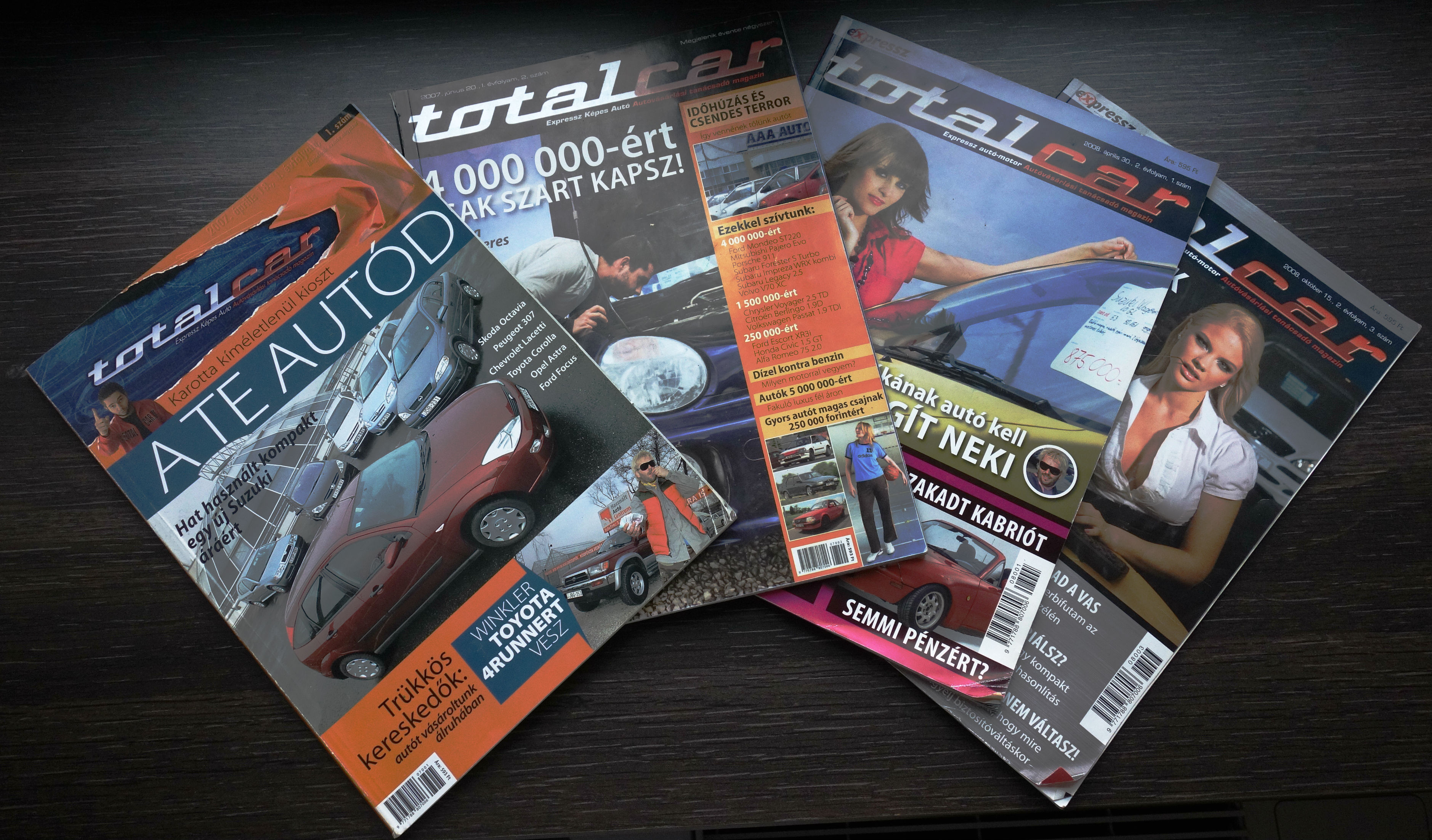
Négy szám a Totalcar nyomtatott újságaiból

Bár alapítása óta online lapként működik, tizennégy éves történelme alatt a Totalcar egy nyomtatott újságot, egy tucatnyi kiadást megélt, motoros Expressz-mellékletet és egy könyvet is szerkesztett.
A Totalcar 2004-ben tette meg első lépését a nyomtatott megjelenés felé. Ebben az évben jelent meg a Best of Totalcar, Para-Kovács Imre előszavával. A 368 oldalas, puhatáblás könyv szerkesztését Winkler Róbert és Bazsó Gábor végezték, a tartalom a szerkesztőség közös munkája.
Az Expressz Magyarország Zrt. és a Totalcar együttműködésének eredményeként született meg 2007-ben a Totalcar nyomtatott lapja, a Totalcar magazin. A lap 2007 áprilisában jelent meg először, csupán öt számot élt meg. A lap Csikós Zsolt kiadványért felelős főszerkesztő felügyelete mellett készült, az újság tartalmát a honlap szerzői írták.

## Szerzők
A szerkesztőség jelenleg 13 belső munkatársból áll (köztük hét újságíró), munkáját több külsős munkatárs segíti. A Totalcar első online újságként delegált tagot az Év Autója-zsűribe: munkatársai közül Gajdán Miklós zsűritag
| Név              | Titulus                               | Kilépés dátuma   |
| ---------------- | ------------------------------------- | ---------------- |
| Perkó Rudolf     | Ügyvezető Igazgató                    |                  |
| Zomborácz Iván   | Főszerkesztő / újságíró               |                  |
| Bazsó Gábor      | Újságíró                              | (2025-ig)        |
| Bolla György     | Újságíró                              | (2022-ig)        |
| Zách Dániel      | Tartalomfejlesztési vezető / újságíró | (2021 júniusáig) |
| Zomborácz Iván   | Totalbike szerkesztő / újságíró       |                  |
| Andróczi Balázs  | Hírszerkesztő / újságíró              |                  |
| Gajdán Miklós    | Újságíró / Év Autója zsűritag         |                  |
| Sturcz Antal     | Újságíró                              | (2023-ig)        |
| Horváth Máté     | Szerkesztő / újságíró                 |                  |
| Csepreghy Dániel | Szerkesztő / újságíró                 |                  |
| Máth Dávid       | Címlapszerkesztő                      |                  |

Jelentősebb korábbi szerzők, külsős munkatársak:
- Göbölyös Zsolt: a Totalcar motordoktora, számos motortechnikai témájú cikk szerzője. (2025-ig Speedzone című TV-műsor műsorvezetője volt.)[24]
- Kroneraff István: a Nepperűző című rovat szerzője.(2018 óta Becsületesnepper néven önnállósult.)
- Sipos Zoltán: Újságíró, a Kisautó-blog gazdája.
- Vályi István: a Belsőség-blog egykori gazdája. (2016-ig volt a Totalcar munkatársa, majd pedig 2024-ig a Speedzone című TV-műsor műsorvezetője.)
- Stump András: a Technika rovat volt vezetője, 2016-ig a Totalcar munkatársa.
- Bende Tibor: a Totalcar.hu Informatikai Kft. korábbi ügyvezetője.
- Rácz Tamás: 2008-ig a Totalcar munkatársa.
- Orosz Péter: 2008-ig a Totalcar munkatársa, a Belsőség egykori bloggazdája.
- Prokop Gábor: 2007-től a Totalcar külsős szerzője, egy ideig Autódoktora
- Winkler Róbert: egykor Totalcar újságíró, alapító tag, jelenleg önjelölt, szabadúszó sörszakértő. (2020-ig volt a Totalcar munkatársa.)
- Csikós Zsolt: egykor Totalcar újságíró. (2020-ig volt a Totalcar munkatársa, majd pedig 2024-ig a Speedzone című TV-műsor műsorvezetője.)

## Népszerűsége

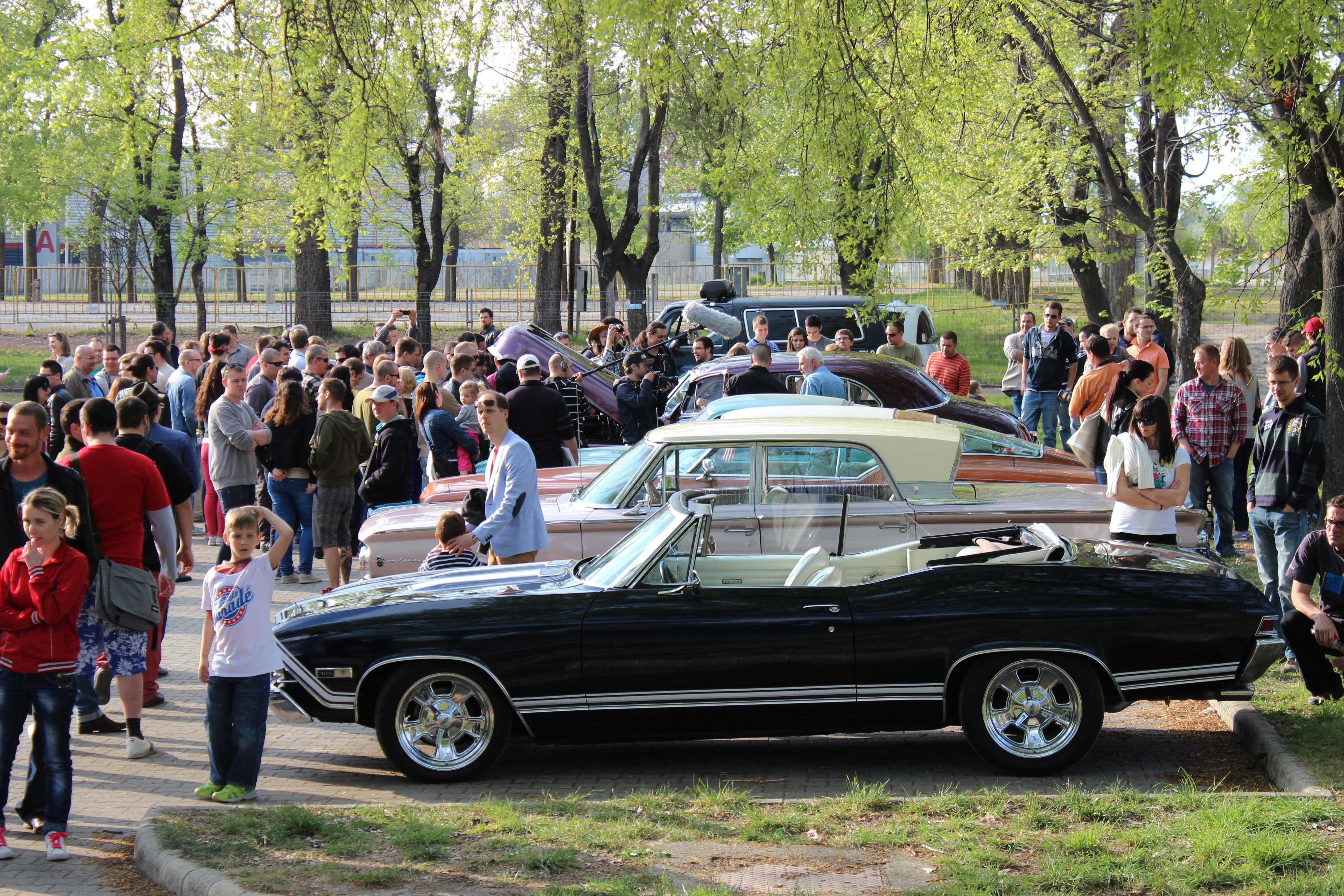
Életkép a Parkoló Parádéról

Naponta átlag közel 100 ezer egyedi látogató keresi fel, amivel a Totalcar Magyarország második legolvasottabb autós magazinja. A Gemius adatai szerint 2022 októberében a Vezess.hu napi átlagos látogatószáma 213 619 fő volt, a Totalcar és a Totalbike.hu közösen naponta átlagosan 91 048 főt ért el. Az internetes autós magazinok havi elérése a Vezess.hu esetében 2022 októberében 1 827 976 fő volt a Gemius adatai szerint, a Totalcar.hu 1 025 036 olvasót ért el.  A Totalcar-brand fontos elemei az újság webshopjában árult, saját logóval ellátott termékek: pólók, bögrék, pendrive-ok.

### Rendezvények
A Totalcar évente több saját rendezvényt szervez, emellett több autós rendezvényben van jelen társszervezőként, médiapartnerként.
- Pályanap: a Totalcar Pályanap egy pályarendezvény különféle kiegészítő programokkal. Az első két pályanapot a Slovakiaringen tartotta az újság, míg az azt követő hármat a Hungaroringen.

- Parkoló Parádé: a Totalcar legújabb rendezvénysorozata. Rövid, kötetlen délutáni autós találkozó a Hungexpo-n.

- Belsőség-találkozó: résztvevőit a Belsőség blog törzskommentelői adják, ebből kifolyólag egy bensőséges, szűkkörű, bár nyitott rendezvény. A jellemzően kétnapos találkozókat általában kempingekben, tópartokon rendezik.

## Közösségi média
- A Totalcar YouTube-on
- A Totalcar.hu Facebookon
- A Totalcar.hu az Instagramon
- A Totalcar.hu Google Pluson